# Пиња (Империја)
Пиња (итал. Pigna) је насеље у Италији у округу Империја, региону Лигурија.
Према процени из 2011. у насељу је живело 757 становника. Насеље се налази на надморској висини од 237 м.

## Становништво
Према резултатима пописа становништва 2011. у општини је живело 894 становника.
| 1931. | 1936. | 1951. | 1961. | 1971. | 1981. | 1991. | 2001. | 2011. |
| ----- | ----- | ----- | ----- | ----- | ----- | ----- | ----- | ----- |
| 2.431 | 2.389 | 2.032 | 2.001 | 1.699 | 1.221 | 1.055 | 935   | 894   |